# Клён трёхлопастный
Клён трёхлопастный (лат. Acer monspessulanum), называемый также монпелийский клён, французский клён, скальный клён и замковый клён — вид деревьев рода Клён (Acer) семейства Сапиндовые (Sapindaceae). Естественно произрастает в Средиземноморье от Марокко и Португалии на западе до Турции и Ливана на востоке, на севере доходя до гор Юра во Франции и Айфель в Германии.

## Описание

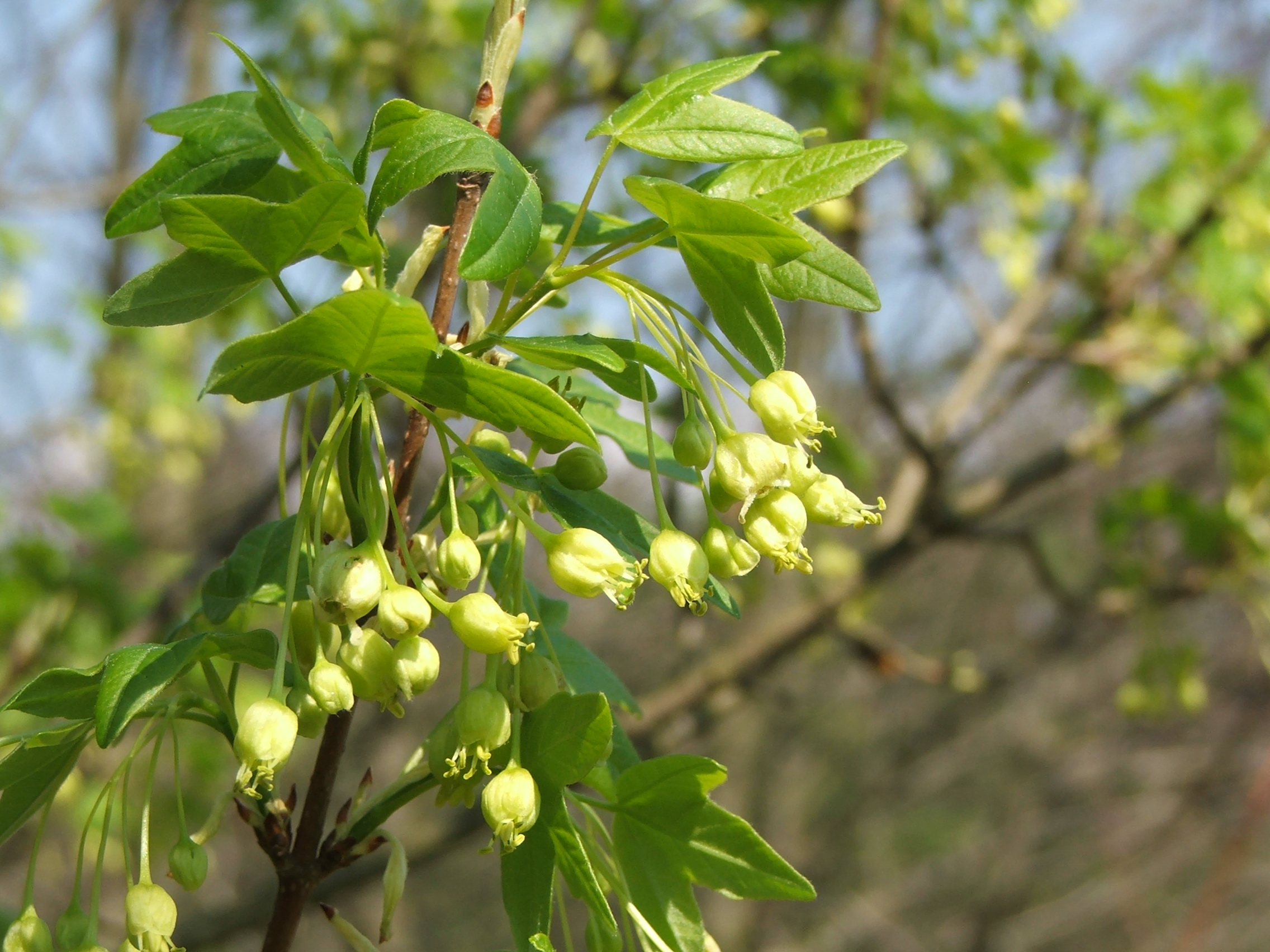
Цветы и молодые листья

Небольшое листопадное дерево или куст с часто растущими ветвями от 3 до 10 м в высоту, с кроной неправильной формы.
Ствол, достигающий 75 см в диаметре, покрыт тёмно-серой корой, гладкой у молодых деревьев и с тонкой сеткой трещин у старых.
От похожих видов клёнов легко отличается тёмно-зелёными блестящими, иногда слегка кожистыми, маленькими листьями, 3-6 см длиной и 3-7 см шириной, имеющими три лопасти и с округлыми очертаниями. Край листьев ровный, черешок 2-5 см длиной. Листья опадают очень поздно, обычно в ноябре, приобретая перед листопадом золотисто-жёлтый или ярко-красный цвет.
Жёлто-зелёные или жёлто-белые цветы собраны в висячие соцветия 2-3 см длиной, появляются весной, после распускания листьев. Крылатки 2-3 см длиной с круглыми орешками.
Вид изменчив, описан ряд подвидов и разновидностей, из которых лишь малая часть принята. Из принятых можно отметить распространённый в Турции и Ливане Acer monspessulanum subsp. microphyllum (Boiss.) Bornm., с маленькими листьями не более 3 см шириной.
Этот вид можно спутать с клёном полевым (Acer campestre), другим видом клёна, естественно растущим в Европе, от которого он лучше всего отличается прозрачным соком листьев (у полевого клёна млечный) и более острым углом между крылышками крылатки.

## Ареал и среда обитания

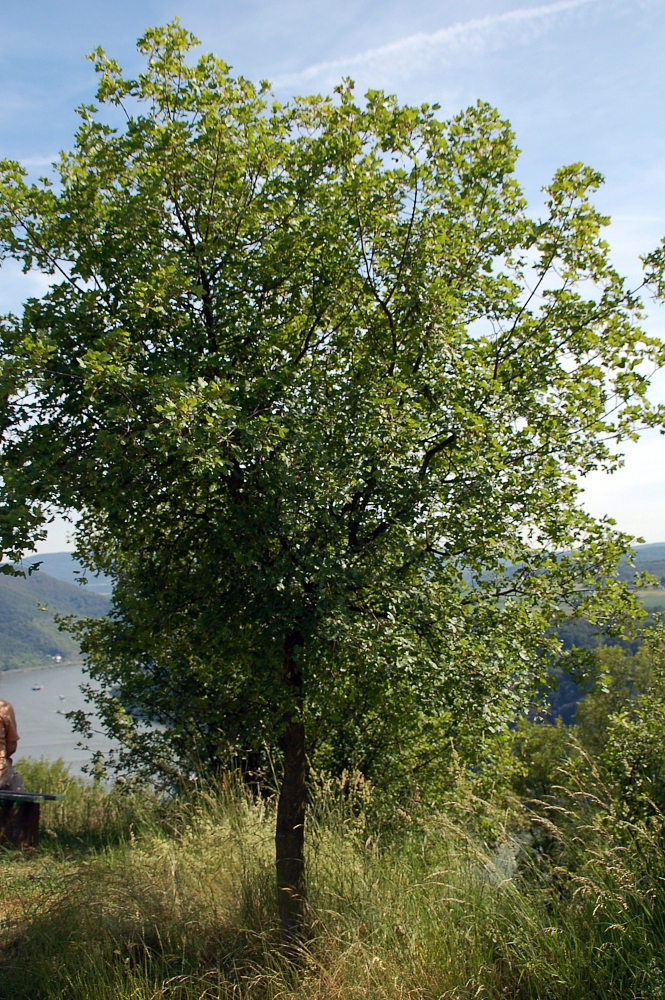
Дерево в области среднего течения Рейна возле Кауба

Основной ареал трёхлопастного клёна располагается в Средиземноморье. Через Францию он достигает Германии, в области среднего течения Рейна, в долине Мозеля и Наэ произрастает естественно. Восточнее Рейна встречается в Нижней Франконии, однако там, вероятно, одичал, будучи посажен первоначально в садах при замках. Отсюда происходит его местное название «замковый клён» (нем. Burgen-Ahorn).
Требует богатой рыхлой глинистой почвы и тёплого места, притом предпочитает солнечные места местам с полутенью. Поэтому его находят только на опушках лесов или в хорошо освещённых кустарниках на местах с благоприятными климатическими условиями. Северной границы ареала достигает в юго-восточной Германии. Характерным сообществом растений в Рейнской области является лес из клёна, дуба скального и винограда (лат. Aceri monspessulani-Quercetum petraeae).

## Особенности
В сухие года листва этого клёна может полностью высохнуть уже летом, что не причиняет дереву видимого вреда. Цветы богаты нектаром и охотно посещаются насекомыми, прежде всего пчёлами. Семена распространяются ветром. Между созреванием плодов и их распространением может быть большой промежуток времени. Семена прорастают весной. Молодые растения очень солнцелюбивы и растут медленнее, чем схожий Клён полевой.

## Культивирование
Из клёнов, не растущих в Японии, Acer monspessulanum (и схожий с ним Acer campestre) популярны среди энтузиастов выращивания бонсай. В обоих случаях маленькие листья и кустистый габитус этих клёнов прекрасно соответствуют техникам уменьшения листьев и обрезки. Эти бонсаи отличаются своим видом от тех, которые выращены из таких клёнов, как Клён дланевидный, имеющих более вычурную форму листьев и ажурную листву.
Этот клён редко выращивают за пределами арборетумов.

## Классификация

### Таксономия
Вид Клён трёхлопастный входит в род Клён (Acer) семейства Сапиндовые (Sapindaceae).
|  |                                      |  |                                                       |                                                       |                      |  | ещё 8 семейств (согласно Системе APG II) | ещё 8 семейств (согласно Системе APG II) |                        |  |  |  | ещё более 100 видов |
|  |                                      |  |                                                       |                                                       |                      |  | ещё 8 семейств (согласно Системе APG II) | ещё 8 семейств (согласно Системе APG II) |                        |  |  |  | ещё более 100 видов |
|  |                                      |  |                                                       | порядок Сапиндоцветные                                |                      |  |                                          |                                          | род Клён               |  |  |  |                     |
|  |                                      |  |                                                       | порядок Сапиндоцветные                                |                      |  |                                          |                                          | род Клён               |  |  |  |                     |
|  | отдел Цветковые, или Покрытосеменные |  |                                                       |                                                       | семейство Сапиндовые |  |                                          |                                          | вид Клён трёхлопастный |  |  |  |                     |
|  | отдел Цветковые, или Покрытосеменные |  |                                                       |                                                       | семейство Сапиндовые |  |                                          |                                          |                        |  |  |  |                     |
|  |                                      |  | ещё 44 порядка цветковых растений (по Системе APG II) | ещё 44 порядка цветковых растений (по Системе APG II) |                      |  |                                          | ещё 140—150 родов                        | ещё 140—150 родов      |  |  |  |                     |
|  |                                      |  |                                                       | ещё 44 порядка цветковых растений (по Системе APG II) |                      |  |                                          |                                          | ещё 140—150 родов      |  |  |  |                     |